# Herrnsheimer Schloss
Das Herrnsheimer Schloss ist ein Schloss aus dem 19. Jahrhundert im Wormser Stadtteil Herrnsheim in Rheinland-Pfalz.

## Geschichte

### Vorgängerbauten
Dass an gleicher Stelle ein Hof zu Herrnsheim gestanden haben könnte, lässt sich aus einer Urkunde aus dem 14. Jahrhundert schließen. Der Rundturm am westlichen Ende des Schlosses gehört – bis auf das oberste Geschoss, eine Zutat aus dem 19. Jahrhundert – zu den ältesten erhaltenen, sichtbaren Bauteilen der Burg.
Den Kämmerern von Worms, genannt von Dalberg, gelingt es 1374, sich die Ortsherrschaft urkundlich verbriefen zu lassen. Der Vertrag ist eine Bestätigung der tatsächlichen Verhältnisse, die sich ab 1348 abzeichneten. 1375 erhält Dieter Kämmerer von Worms, genannt von Dalberg, von den Grafen von Leiningen Herrnsheim zum Lehen. 1385 erwerben die Kämmerer auch die Herrnsheimer Güter des Pfalzgrafen Ruprecht.
 Unter Philipp Kämmerer von Worms, genannt von Dalberg, wird 1460 das Schloss in Herrnsheim erbaut. Bei der Kirchenerweiterung 1470–1490 wird die Ursulakapelle als Grabkapelle der Kämmerer von Worms zu Herrnsheim genannt von Dalberg errichtet. 1574 wird der Grundbesitz derer von Dalberg in Herrnsheim mit rund 250 Morgen Land angegeben. Die erworbenen Güter und Rechte derer von Dalberg in Herrnsheim werden teils in Zusammenarbeit, teils im Gegeneinander zu ihren mächtigen Nachbarn, den Pfalzgrafen und dem Hochstift Worms, über Jahrhunderte ausgebaut.
Philipp I. Kämmerer von Worms erweiterte die Anlage 1460. Im 16. Jahrhundert besteht eine kleine Schlossanlage, die am 30. Januar 1557 Eberhard I. von Dalberg in seinem Testament nennt.

### Schlossgebäude
Das Schlossgebäude wurde im Dreißigjährigen Krieg stark beschädigt, denn in einer Urkunde von 1635 wird der Ort als öd und desolat bezeichnet. Spätestens 1689 wurde im Pfälzischen Erbfolgekrieg dieses Gebäude durch französische Truppen niedergebrannt. Ab 1711 erfolgte der Wiederaufbau unter dem Architekten Johann Kaspar Herwarthel. Aus dieser Phase stammen die Umfassungsmauern des Hauptgebäudes bis zum zweiten Stock. 1770 wurden die Wirtschaftsgebäude errichtet, die den vorgelagerten Hof umstehen. Im ersten Koalitionskrieg 1792 erlitt das Schloss große Schäden als Adam-Philippe de Custine das linke Rheinufer besetzte.
Ab 1809 ließ Herzog Emmerich Joseph von Dalberg das Schloss in zwei Phasen (1809–1813 außen und 1820–1825 Innenräume) großzügig nach Plänen des Mannheimer Architekten und Malers Jakob Friedrich Dyckerhoff (1774–1845), umbauen. Als verantwortlicher Bauleiter fungierte dabei Johann Philipp Mattlener.
Die Tochter von Emmerich Joseph, Marie Louise, verwitwete Lady Acton, ließ das Schloss ab 1837 von Ignaz Opfermann umbauen. Dieser Umbau gibt ihm noch heute im Wesentlichen sein Erscheinungsbild: Das Hauptgebäude wurde um ein Geschoss erhöht, mit einer umlaufenden Terrasse umgeben, von der breite Treppen herab führen, die Fassade gliederte er mit den flachen dreifenstrigen Risaliten neu und auch der Bibliotheksturm erhielt ein zusätzliches Geschoss und den Zinnenkranz. Bemerkenswert ist die dort eingebaute, hoch dekorative gusseiserne Treppe von 1842, eine der frühesten ihrer Art in Deutschland. Das Bauprojekt dauerte bis 1844 und erlitt durch einen Streit zwischen der Bauherrin und Ignaz Opfermann eine etwa einjährige Unterbrechung. Der Sohn von Marie Louise, Lord Dalberg-Acton, verkaufte die Anlage 1883 an den Wormser Lederwarenfabrikanten Cornelius Wilhelm von Heyl zu Herrnsheim. Die Bibliothek wurde separat versteigert. Seit 1958 befindet sich das Schloss im Eigentum der Stadt Worms. 1981/82 fand eine umfangreiche Renovierung statt.
Die repräsentativen Räume wurden für Veranstaltungen der Stadt Worms genutzt und konnten im Rahmen von regelmäßigen Führungen besichtigt werden. Seit 2021 ist das Herrnsheimer Schloss aufgrund umfangreicher Sanierungsmaßnahmen für die Öffentlichkeit nicht mehr zugänglich. Mit dem Ende der Arbeiten wird nicht vor Ende der 2020er Jahre gerechnet.

### Park
Dem Schloss angegliedert ist ein 10,5 Hektar großer Park. Unter Heribert von Dalberg wurde 1788–1793 die ursprünglich barocke Gartenanlage nach Plänen des Gartengestalters Friedrich Ludwig von Sckell in einen englischen Landschaftspark umgestaltet. Sein Schüler Johann Michael Zeyher baute den Park nach Sckells Plänen bis 1824 weiter aus.

## Galerie

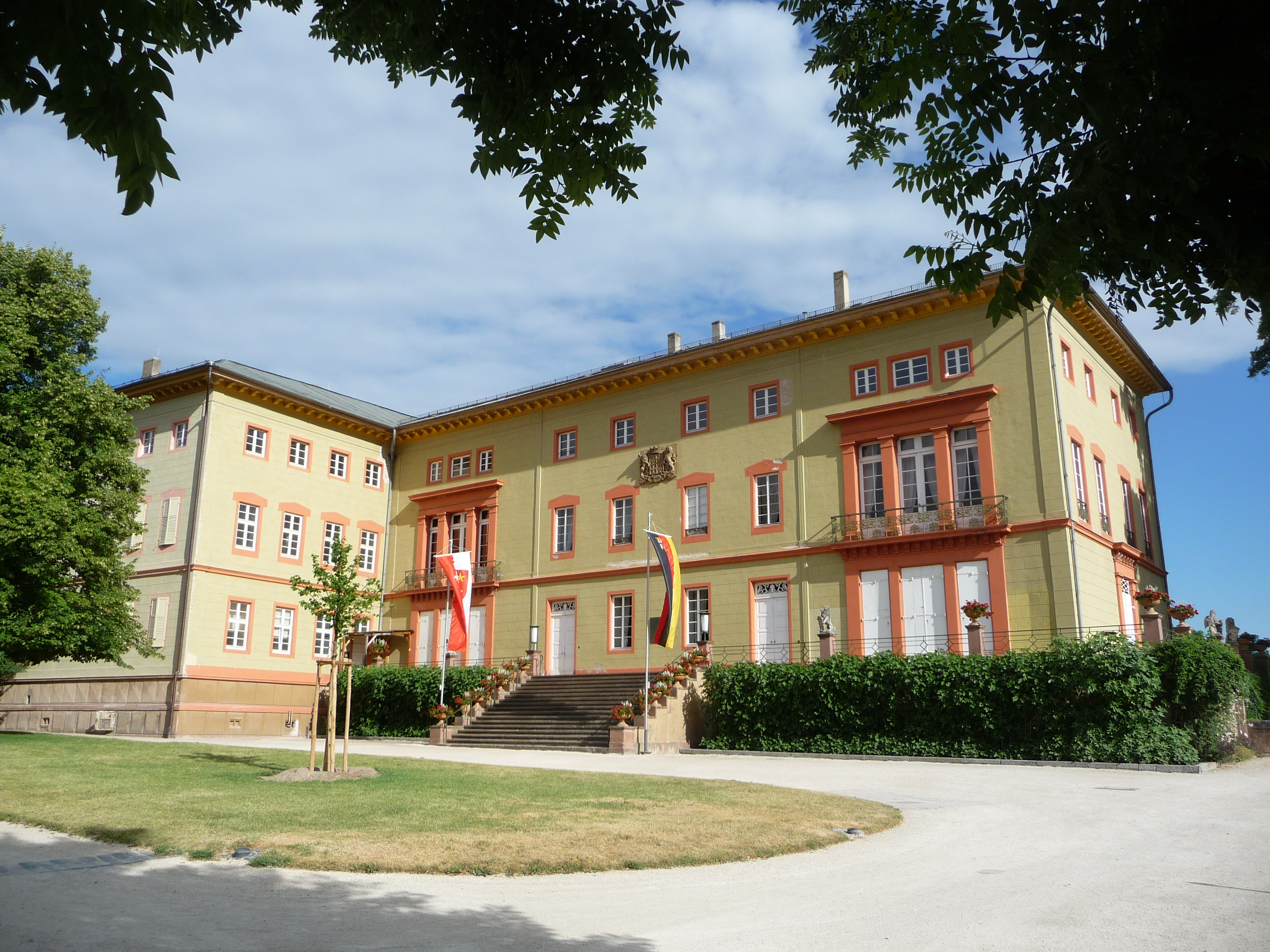
Hofseite
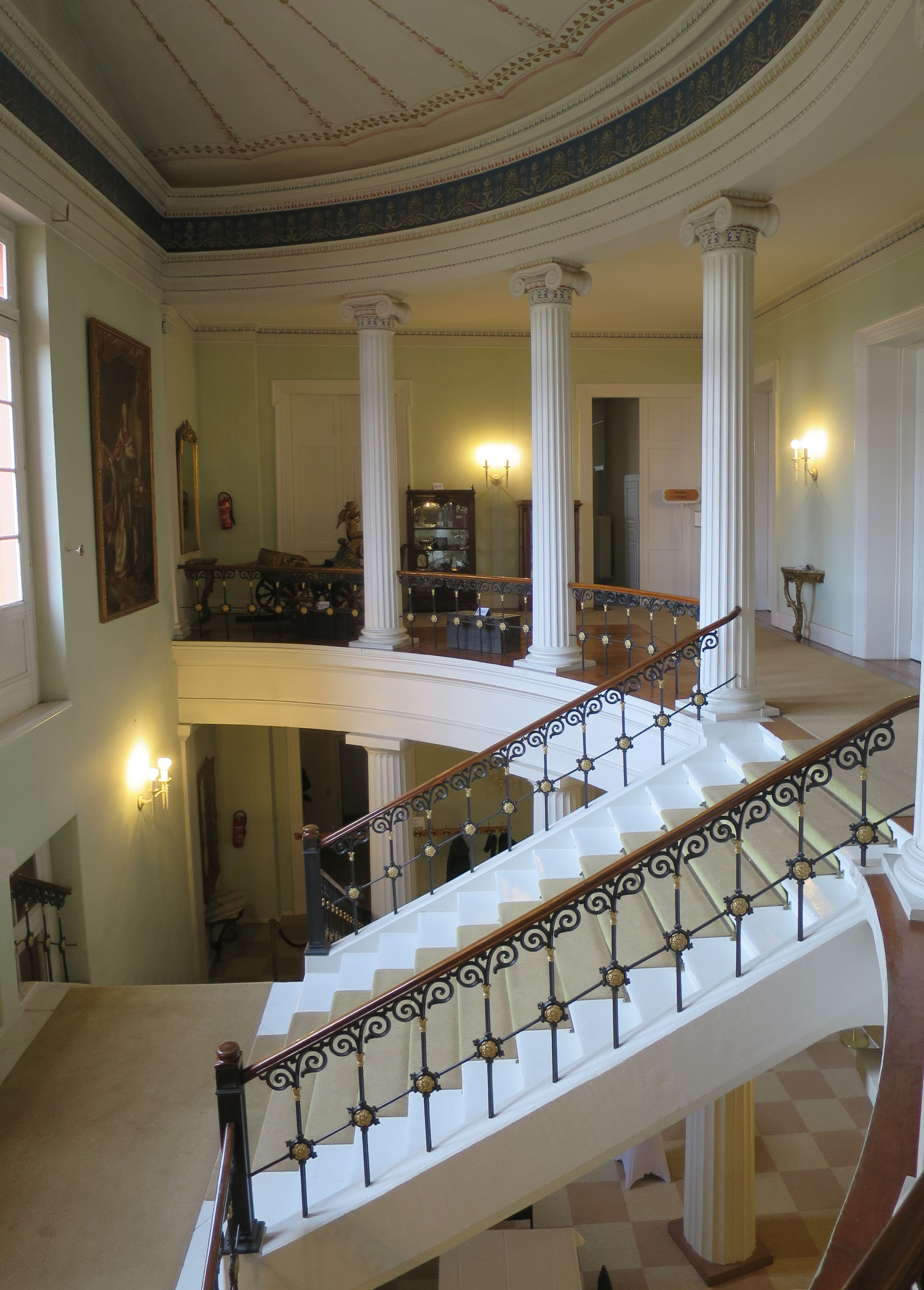
Haupttreppenhaus
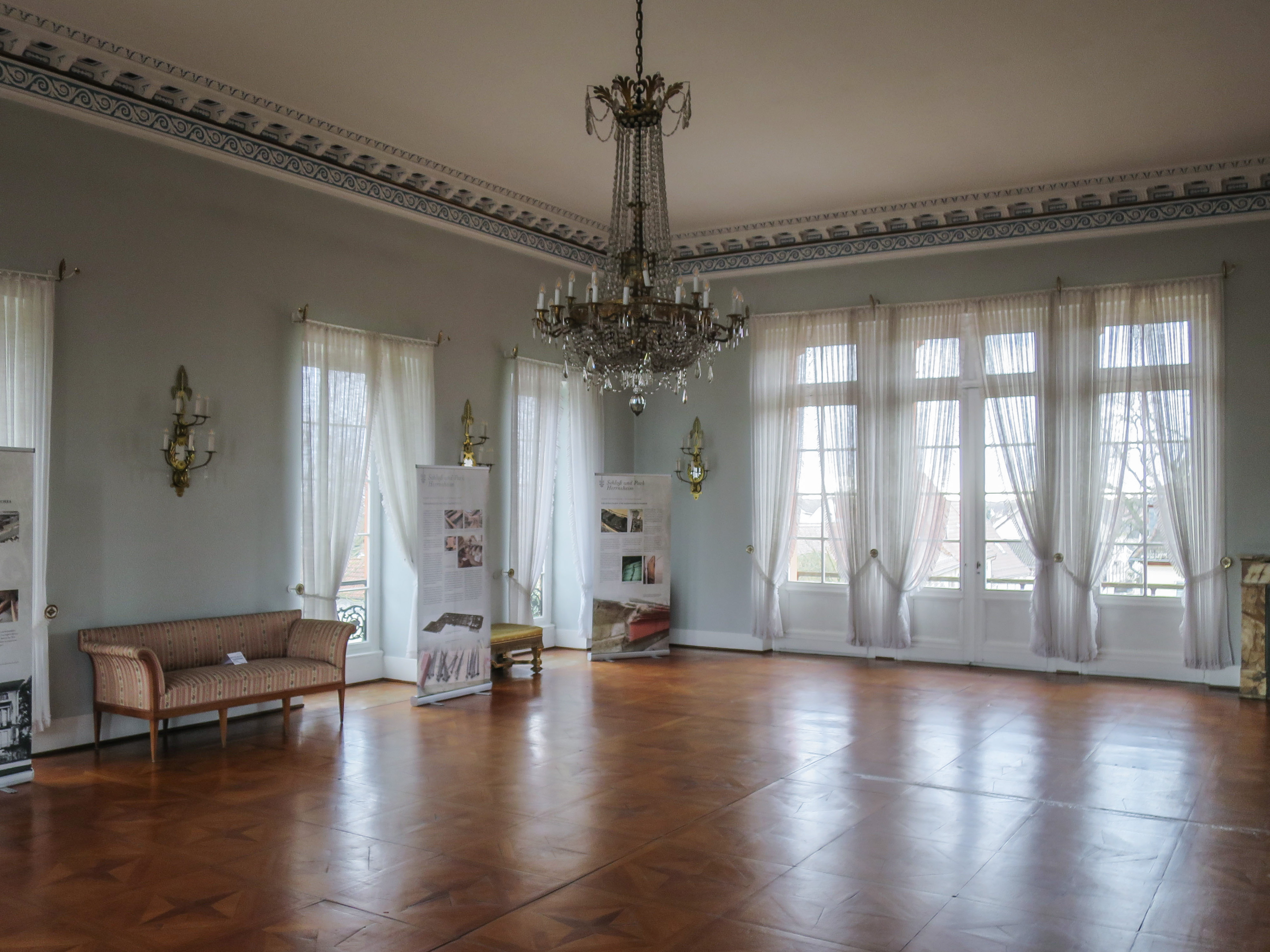
Weißer Saal
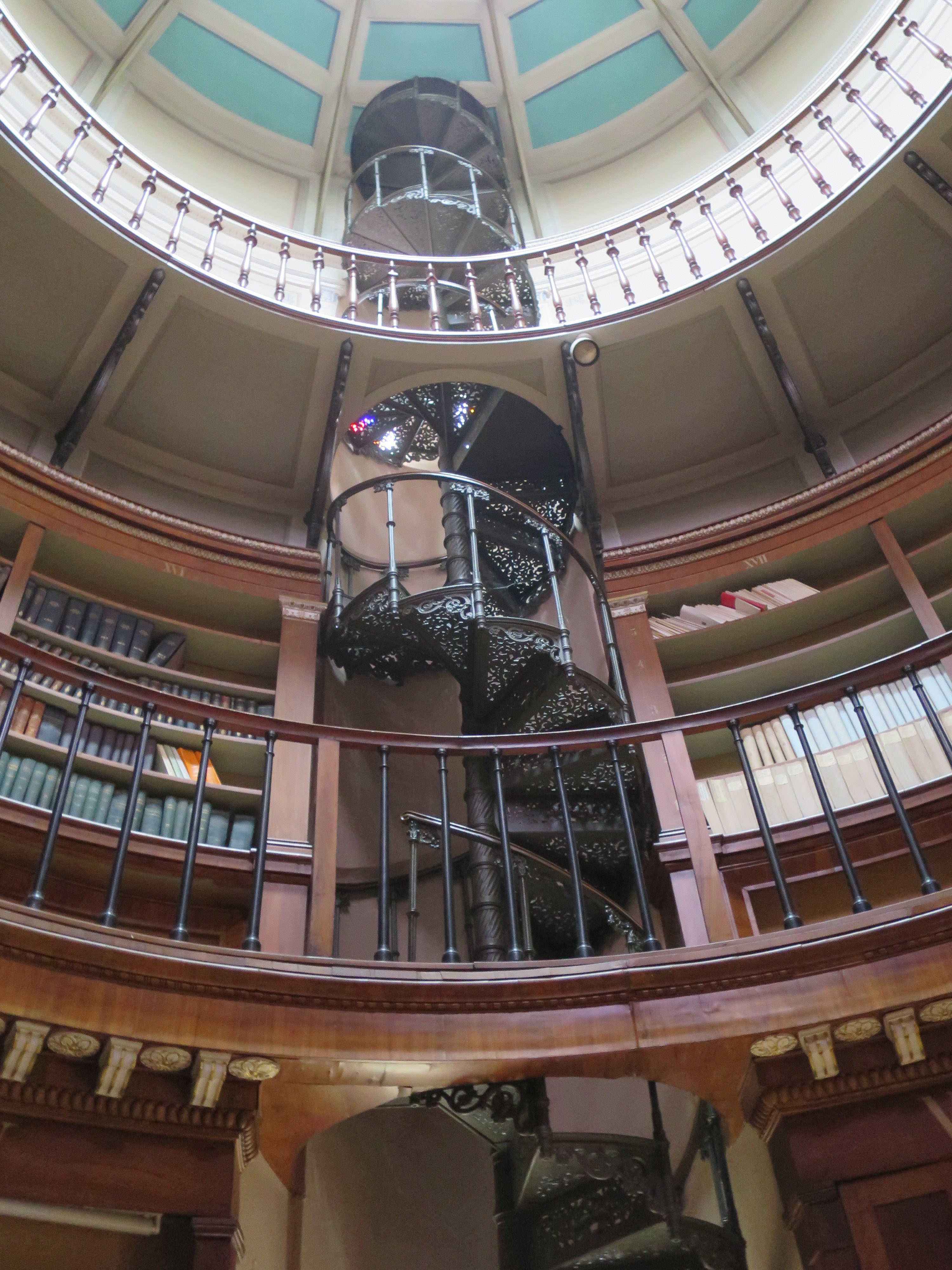
Bibliotheksturm
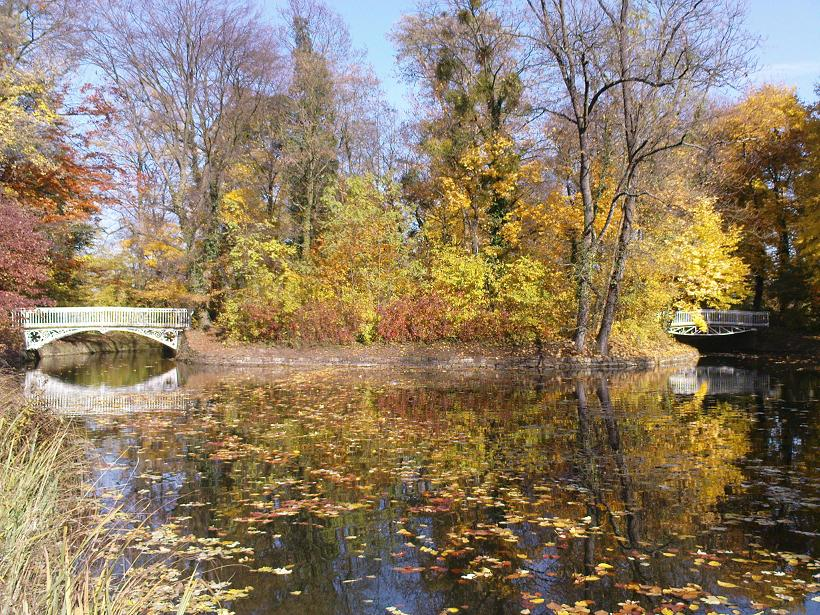
Schlosspark